# 溪口镇 (建宁县)
溪口镇，是中华人民共和国福建省三明市建宁县下辖的一个乡镇级行政单位。

## 行政区划
溪口镇下辖以下地区：
溪口社区、艾阳村、桐源村、马源村、半源村、枫源村、杨林村、溪枫村、渠村、杉溪村、高圳村、枧头村、溪口村和高山村。